# Militära grader i Österrike
Militära grader i Österrike visar visar tjänstegrader och gradbeteckningar i Bundesheer, Österrikes försvarsmakt, samt tjänstegradernas svenska motsvarigheter enligt 2009 års befälsordning.

## Generalspersoner
|               | Generalspersoner | Generalspersoner                | Generalspersoner             | Generalspersoner        |
| ------------- | ---------------- | ------------------------------- | ---------------------------- | ----------------------- |
| Fältuniform   |                  |                                 |                              |                         |
| Kragspegel    |                  |                                 |                              |                         |
| Skärmmössa    |                  |                                 |                              |                         |
| Grad          | General          | Generalleutnant Generallöjtnant | Generalmajor Generalmajor    | Brigadier Brigadgeneral |
| Typbefattning | Generalstabschef | Chef för lantstridskrafterna    | Chef för flygstridskrafterna | Brigadchef              |
| NATO-kod      | OF-9             | OF-8                            | OF-7                         | OF-6                    |

## Officerare
|                | Officerare               | Officerare                     | Officerare             | Officerare       | Officerare                    | Officerare          | Officerare                     |  |
| -------------- | ------------------------ | ------------------------------ | ---------------------- | ---------------- | ----------------------------- | ------------------- | ------------------------------ |  |
| Fältuniform    |                          |                                |                        |                  |                               |                     |                                |  |
| Kragspegel     |                          |                                |                        |                  |                               |                     |                                |  |
| Truppslagsfärg | Medicinalofficer         | Ekonomi- officer               | Högre                  | Teknisk officer  | Infanteri Militärpolis        | Pansar Pansarskytte | Theresianische Militärakademie |  |
| Truppslagsfärg | Veterinär                | Ekonomi- officer               | militärfacklig officer | Teknisk officer  | Infanteri Militärpolis        | Pansar Pansarskytte | Theresianische Militärakademie |  |
| Skärmmössa     |                          |                                |                        |                  |                               |                     |                                |  |
| Grad           | Oberst Överste           | Oberstleutnant Överstelöjtnant | Major                  | Hauptmann Kapten | Oberleutnant Löjtnant         | Leutnant Fänrik     | Fähnrich Kadett                |  |
| Typbefattning  | Brigadchef Regementschef | Bataljonschef                  | Bataljonschef          | Kompanichef      | Ställföreträdande kompanichef | Plutonchef          | Kadett vid militärhögskolan    |  |
| NATO-kod       | OF-5                     | OF-4                           | OF-3                   | OF-2             | OF-1                          | OF-1                | OF-D                           |  |

## Underofficerare
|                | Underofficerare                  | Underofficerare                            | Underofficerare                  | Underofficerare              | Underofficerare                  | Underofficerare       |
| -------------- | -------------------------------- | ------------------------------------------ | -------------------------------- | ---------------------------- | -------------------------------- | --------------------- |
| Fältuniform    |                                  |                                            |                                  |                              |                                  |                       |
| Kragspegel     |                                  |                                            |                                  |                              |                                  |                       |
| Truppslagsfärg | Signaltrupper                    | Artilleri Luftvärn                         | Garde                            | Spaningstrupper              | Sjukvårdstrupper                 | Flygstridskrafterna   |
| Truppslagsfärg | Signaltrupper                    | Artilleri Luftvärn                         |                                  | Spaningstrupper              | Sjukvårdstrupper                 | Flygstridskrafterna   |
| Skärmmössa     |                                  |                                            |                                  |                              |                                  |                       |
| Rang           | Vizeleutnant Regementsförvaltare | Offizierstellvertreter Regementsförvaltare | Oberstabswachtmeister Förvaltare | Stabswachtmeister Fanjunkare | Oberwachtmeister Förste sergeant | Wachtmeister Sergeant |
| Typbefattning  | Plutonchef                       | Plutonchef                                 | Plutonchef                       | Plutonchef                   | Gruppchef                        | Gruppchef             |
| NATO-kod       | OR-9                             | OR-9                                       | OR-8                             | OR-7                         | OR-6                             | OR-5                  |

## Rekryter och soldater
|                | Soldater                           | Soldater                           | Soldater                               | Rekryter                     |
| -------------- | ---------------------------------- | ---------------------------------- | -------------------------------------- | ---------------------------- |
| Fältuniform    |                                    |                                    |                                        |                              |
| Kragspegel     |                                    |                                    |                                        |                              |
| Truppslagsfärg | Ingenjörstrupper                   | Jägare Idrott                      | CBRN-skydd                             | Infanteri Militärpolis       |
| Skärmmössa     |                                    |                                    |                                        |                              |
| Grad           | Zugsführer Korpral                 | Korporal Vicekorpral               | Gefreiter Menig 1kl                    | Rekrut Menig                 |
| Typbefattning  | Ställföreträdande gruppchef Soldat | Ställföreträdande gruppchef Soldat | Soldat efter genomförd grundutbildning | Soldat under grundutbildning |
| NATO-kod       | OR-4                               | OR-3                               | OR-2                                   | OR-1                         |